# San Rafael de Velasco
San Rafael de Velasco (auch: San Lorencito) ist eine ländliche Ortschaft in Nachbarschaft zum deutlich größeren und bekannteren San Rafael im Departamento Santa Cruz im südamerikanischen Anden-Staat Bolivien.

## Lage im Nahraum
San Rafael de Velasco bildet zusammen mit dem zentralen Ort San Rafael das Vizekanton San Rafael im Municipio San Rafael in der Provinz José Miguel de Velasco. Die Ortschaft liegt auf einer Höhe von 394 m in der Region Chiquitanía, einer streckenweise noch unberührten Landschaft zwischen Santa Cruz und der brasilianischen Grenze.

## Geographie
San Rafael de Velasco liegt im bolivianischen Tiefland im semi-humides Klima der warmen Tropen.
Die monatlichen Durchschnittstemperaturen schwanken im Jahresverlauf nur geringfügig zwischen 20,8 °C im Juni und 26,8 °C im Oktober, wobei sie zwischen September und März fast konstant um 26 °C liegen. Das Temperatur-Jahresmittel beträgt 24,5 ° (siehe Klimadiagramm San Ignacio de Velasco).
Die jährliche Niederschlagsmenge liegt im langjährigen Mittel bei 1257 mm. Drei Viertel des Niederschlags fallen in der Regenzeit von November bis März, während in der Trockenzeit in den ariden Monaten Juni, Juli und August kaum je 30 mm pro Monat fallen.

## Verkehrsnetz
San Rafael de Velasco liegt in nordöstlicher Richtung knapp 472 Straßenkilometer von Santa Cruz entfernt, der Hauptstadt des Departamentos.
Von Santa Cruz aus führt die asphaltierte Nationalstraße Ruta 4 über 57 Kilometer in nördlicher Richtung über Warnes nach Montero. Hier trifft sie auf die Ruta 10, die über eine Strecke von 279 Kilometer nach Osten führt und die Ortschaften San Ramón, San Javier und Santa Rosa de Roca als Asphaltstraße durchquert. Auf den restlichen 60 Kilometer bis zur Provinzhauptstadt San Ignacio de Velasco ist die Straße unbefestigt, ebenso auf ihrem 310 Kilometer langen weiteren Weg nach Osten entlang der brasilianischen Grenze über San Vicente de la Frontera nach San Matías und weiter in die brasilianische Stadt Cáceres.
Von San Ignacio aus nach Süden führt die Nationalstraße Ruta 17 72 km in südlicher Richtung über San Miguel nach San Rafael de Velasco bzw. die angrenzende Stadt San Rafael und danach weiter nach San José de Chiquitos, von dort weiter über die Ruta 4 in südlicher Richtung nach Roboré und Puerto Suárez.

## Bevölkerung
Die Einwohnerzahl der Ortschaft ist in den vergangenen beiden Jahrzehnten deutlich angestiegen:
| Jahr | Einwohner              | Quelle       |
| ---- | ---------------------- | ------------ |
| 1992 | noch keine Detaildaten | Volkszählung |
| 2001 | 30                     | Volkszählung |
| 2012 | 554                    | Volkszählung |
| 2024 |                        | Volkszählung |